# Système des Nations unies

Le fonctionnement de l'ONU.

Le système des Nations unies est constitué des six organes principaux de l'ONU, auxquels sont ajoutés au fil du temps divers organismes, institutions et programmes ayant une vocation plus spécifique. OCHA (Bureau de coordination des affaires humanitaires)

## Organes principaux
Ils sont au nombre de six et sont définis dans la Charte des Nations unies :
- Assemblée générale des Nations unies (AGNU)
- Conseil de sécurité des Nations unies (CSNU)
- Conseil économique et social des Nations unies (ECOSOC)
- Conseil de tutelle des Nations unies
- Cour internationale de justice (CIJ)
- Secrétariat des Nations unies

## Institutions spécialisées des Nations unies
- Organisation de l'aviation civile internationale (OACI)
- Organisation des Nations unies pour l'alimentation et l'agriculture (FAO)
- Organisation des Nations unies pour le développement industriel (ONUDI)
- Organisation des Nations unies pour l'éducation, la science et la culture (UNESCO)
- Organisation internationale du travail (OIT)
- Organisation maritime internationale (OMI)
- Organisation météorologique mondiale (OMM)
- Organisation mondiale de la propriété intellectuelle (OMPI)
- Organisation mondiale de la santé (OMS)
- Organisation mondiale du tourisme (OMT)
- Fonds international de développement agricole (FIDA)
- Fonds monétaire international (FMI)
- Groupe de la Banque mondiale (GBM) : 
  - Banque mondiale
    - Banque internationale pour la reconstruction et le développement (BIRD)
    - Association internationale de développement (AID)

  - Société financière internationale (SFI)
  - Agence multilatérale de garantie des investissements (MIGA)
  - Centre international pour le règlement des différends relatifs aux investissements (CIRDI)
- Union internationale des télécommunications (UIT)
- Union postale universelle (UPU)
- Fonds des Nations unies pour l'enfance (UNICEF)

## Programmes et fonds
- Programme alimentaire mondial (PAM)
- Programme des Nations unies pour le développement (PNUD)
  - Fonds de développement des Nations unies pour la femme (UNIFEM)
  - Volontaires des Nations unies (VNU)
- Programme des Nations unies pour l'environnement (PNUE)
- Programme des Nations unies pour les établissements humains (ONU-HABITAT)
- ONU Femmes
- Haut Commissariat des Nations unies pour les réfugiés (HCR)
- Conférence des Nations unies sur le commerce et le développement (CNUCED)
- Fonds des Nations unies pour la population (FNUAP)
- Fonds des Nations unies pour les partenariats Internationaux (FNUPI)
- Office de secours et de travaux des Nations unies pour les réfugiés de Palestine dans le Proche-Orient (UNRWA)
- Office des Nations unies contre la drogue et le crime (UNODC)

## Instituts de recherche et de formation
- Institut de recherche des Nations unies pour le développement social (UNRISD)
- Institut des Nations unies pour la recherche sur le désarmement (UNIDIR)
- Institut des Nations unies pour la formation et la recherche (UNITAR)
- Institut international de recherche et de formation des Nations unies pour la promotion de la femme (INSTRAW)
- Université des Nations unies (UNU)

## Organes subsidiaires du Conseil de sécurité
- Tribunal pénal international pour le Rwanda (TPIR)
- Tribunal pénal international pour l'ex-Yougoslavie (TPIY)
- Comités des sanctions

## Organes subsidiaires de l'Assemblée générale
- Conseil des droits de l'homme des Nations unies
- Commission du droit international

## Commissions techniques
- Organe international de contrôle des stupéfiants (OICS)
- Commission des stupéfiants des Nations unies
- Commission du développement durable

## Commissions régionales du Conseil économique et social
- Commission économique et sociale pour l'Asie occidentale (CESAO)
- Commission économique et sociale pour l'Asie et le Pacifique (CESAP)
- Commission économique pour l'Afrique (CEA)
- Commission économique pour l'Amérique latine et les Caraïbes (CEPALC)
- Commission économique pour l'Europe (CEE)

## Organisations apparentées
- Agence internationale de l'énergie atomique (AIEA)
- Organisation mondiale du commerce (OMC)
- Organisation internationale pour l'interdiction des armes chimiques (OIAC)

## Départements et bureaux
- Cabinet du secrétaire général des Nations unies (EOSG)
- Bureau des affaires juridiques (BAJ)
- Bureau de la coordination des affaires humanitaires (BCAH)
- Bureau des services du contrôle interne (BSCI)
- Département de l’appui aux missions (DAM)
- Département des affaires politiques des Nations unies (DAP)
- Département des affaires économiques et sociales (DESA)
- Département de la gestion (DG)
- Département de l’Assemblée générale et de la gestion des conférences (DGACM)
- Département des opérations de maintien de la paix (DOMP)
- Département de l’information (DPI)
- Département de la sûreté et de la sécurité (DSS)
- Haut-Commissariat des Nations unies aux droits de l'homme (HCDH)
- Office des Nations unies à Genève (ONUG)
- Office des Nations unies à Nairobi (ONUN)
- Office des Nations unies à Vienne (ONUV)
- Bureau du Conseiller spécial pour l’Afrique (OSAA)
- Bureau du Représentant spécial du Secrétaire général pour le sort des enfants en temps de conflit armé (SRSG/CAAC)
- Bureau des affaires du désarmement (UNODA)
- Département de la Communication Globale (DGC)
- Bureau du Haut Représentant des Nations unies pour les pays les moins avancés, les pays en développement sans littoral et les petits États insulaires en développement (UN-OHRLLS)

## Autres organismes des Nations unies
- Programme commun des Nations unies sur le VIH/SIDA (ONUSIDA)
- Stratégie internationale de prévention des catastrophes des Nations unies (en) (UNISDR)
- Bureau des Nations unies pour les services d'appui aux projets (UNOPS)